# سمكة المهرج بيضاء الأنف
سمكة المهرج بيضاء الأنف (الإسم العلمي:Amphiprion mccullochi)، هو نوع من الأسماك يتبع جنس سمكة المهرج من فصيلة البوماسنتريدي.

## معرض صور

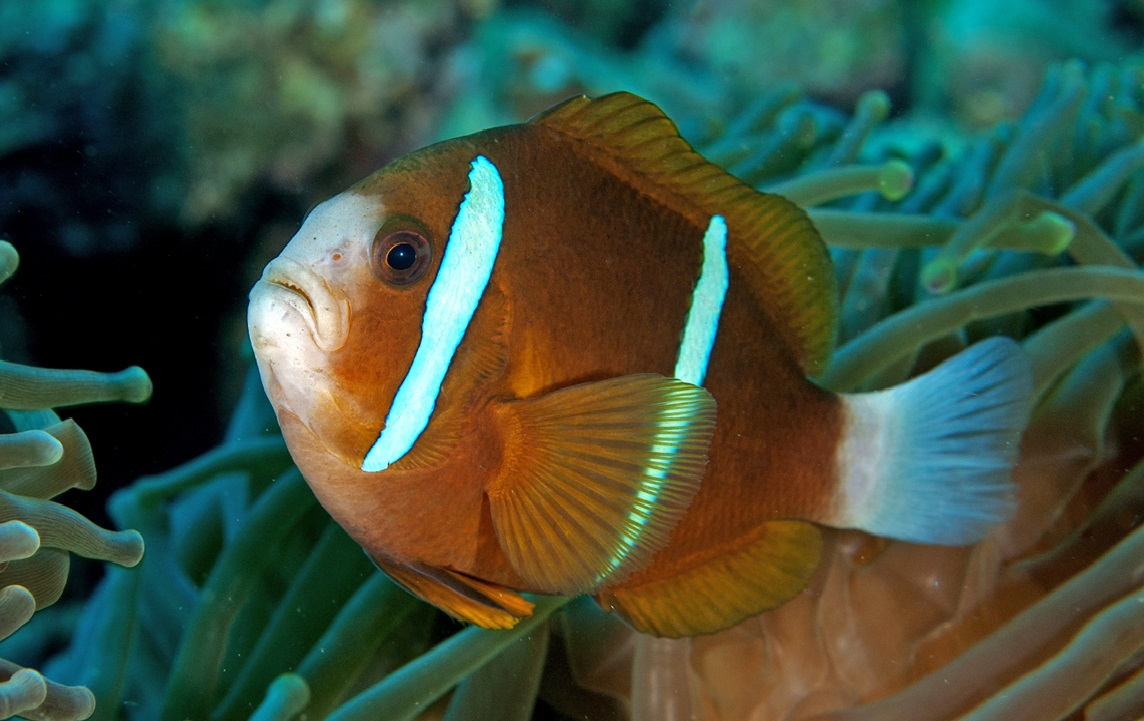
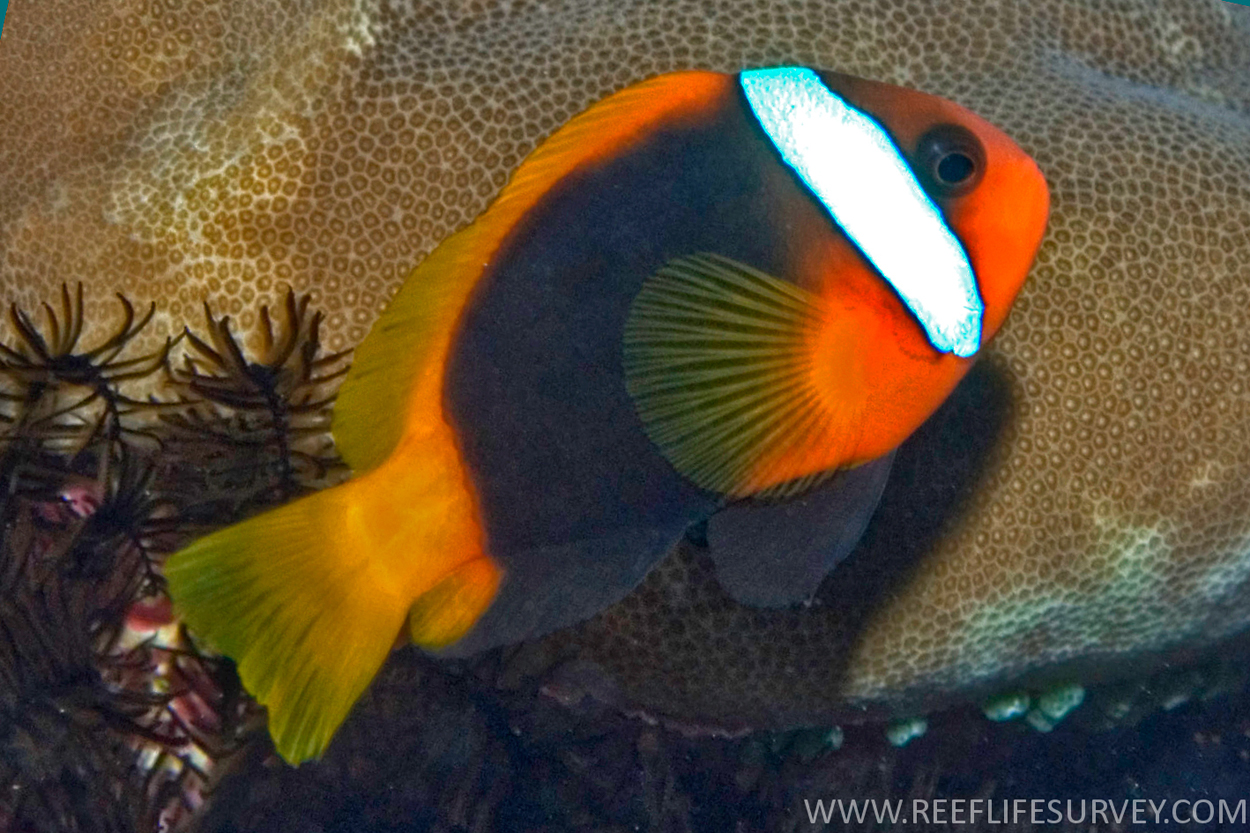
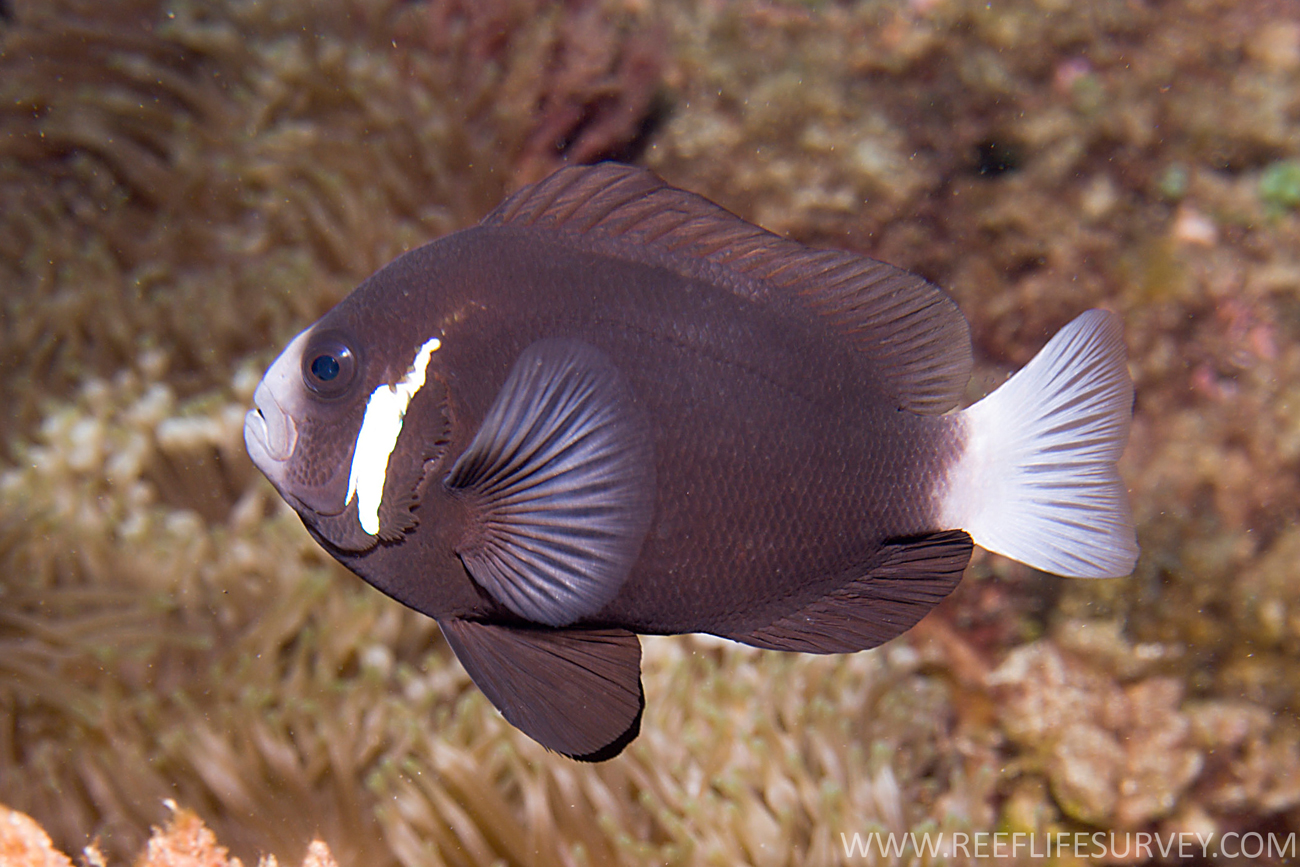